# Juhola finngård
Juhola finngård är en finngård och ett kulturreservat i Östmarks socken i Torsby kommun.

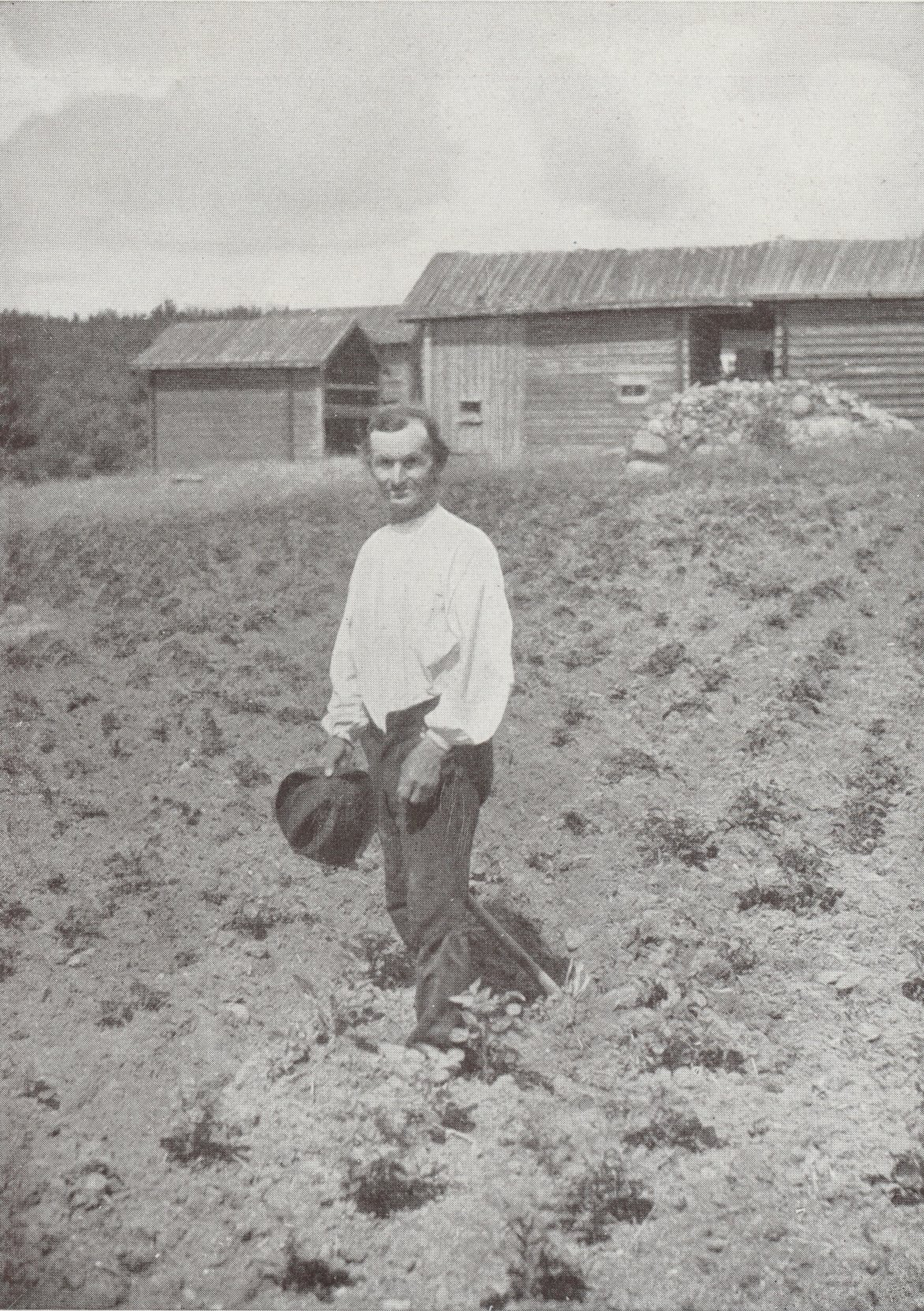
Husbonden på Juhola 1920-tal. Sannolikt Jussi Jonsson Oinonen

Multtjärn vid Juholaberget bebyggdes på 1640-talet och har sedan 1650-talet bebotts av släkten Oinonen. Den delades senare i Västra och Östra Multtjärn. Gården Juhola byggdes omkring 1740 av Juha Eriksson Oinonen, som var en av tre bröder som brukade Alakylä (Huvudgården) i Östra Multträsk. Den viktigaste näringen var då inte längre svedjebruk, utan boskapsskötsel, vilken också baserade sig på myrslåtter. Under 1800-talet hölls där omkring 30 kor och omkring 100 får och getter. Den siste jordbrukaren på gården var Jussi Jonsson Oinonen, död 1939. 
Juholas manbyggnad är timrad och 19 meter lång, varav den västra delen är en sju meter lång och sju meter bred rökstuga, 3,5 meter hög. I övrigt runt gårdstunet finns ett timrat kokhus, en ekonomibyggnad från 1775 med ladugård, loge och stall samt två loftbodar. På större avstånd från boningshuset ligger vedbod/avträde, jordkällare och rökbastu, samt en lada. 
Kulturreservatet inrättades 2005 som ett typiskt exempel på den skogsfinska kulturen i Sverige.
Sedan 2018 pågår ett projekt som syftar till att den värmländska finnskogen ska bli ett världsarv. I projektet medverkar bland andra Länsstyrelsen, Region Värmland och Värmlands Museum. Juhola är en av de gårdarna tänkt att ingå i ansökan.